# Aleš Juchelka
Aleš Juchelka (* 18. dubna 1976 Ostrava) je český politik, moderátor, scenárista a dramaturg, od října 2017 poslanec Poslanecké sněmovny PČR zvolený jako nestraník za hnutí ANO 2011, předtím v letech 2010 až 2014 zastupitel města Ostravy za TOP 09. V červnu 2024 se stal místopředsedou Poslanecké sněmovny PČR.

## Život
Vystudoval obor ekonomie na Ekonomické fakultě Vysoké školy báňské – Technické univerzity Ostrava (získal titul Ing.).
Působil jako moderátor v Radiu Čas a v Českém rozhlase. V roce 1998 se stal zaměstnancem České televize, kde pracoval jako scenárista, dramaturg a moderátor. Podílel se například na pořadech Cyklus proti proudu, Ta naše povaha česká a moderoval třeba Medúzu, Exit 316 nebo Křesťanský magazín.
Od roku 2000 zároveň podniká v umělecké sféře. V roce 2008 se stal jednatelem a společníkem firmy OCCAM PR, v letech 2009 až 2010 byl jednatelem a společníkem firmy BESKYD TOUR SERVIS a v letech 2014 až 2016 jednatelem a společníkem firmy YOU STORY UP!.
Aleš Juchelka žije v Ostravě, konkrétně v části Moravská Ostrava. Je ženatý, s manželkou Terezou se jim narodily tři děti. Syn Oliver, narozený v roce 2007, však v dubnu 2017 zemřel na metabolickou poruchu nazvanou mukopolysacharidóza, neboli také Sanfilippův syndrom.

### Komunální politika
V komunálních volbách v roce 2010 byl z pozice lídra kandidátky TOP 09 zvolen zastupitelem města Ostravy. Ve volbách v roce 2014 mandát zastupitele města obhajoval, opět jako lídr kandidátky TOP 09. Tentokrát však neuspěl, strana se do zastupitelstva nedostala. Nestal se ani zastupitelem městského obvodu Moravská Ostrava a Přívoz, když vedl i tamní kandidátku TOP 09.
V komunálních volbách v roce 2018 kandidoval jako člen hnutí ANO 2011 do Zastupitelstva městského obvodu Moravská Ostrava a Přívoz, ale neuspěl.
V komunálních volbách v roce 2022 neúspěšně kandidoval do zastupitelstva Moravské Ostravy a Přívozu z 15. místa kandidátky hnutí ANO 2011.

### Celostátní politika
V roce 2015 vystoupil z TOP 09 a ve volbách do Poslanecké sněmovny PČR v roce 2017 byl zvolen poslancem jako nestraník za hnutí ANO 2011 v Moravskoslezském kraji, a to ze třetího místa kandidátky.
Ve volbách do Poslanecké sněmovny PČR v roce 2021 kandidoval za hnutí ANO 2011 na 3. místě v Moravskoslezském kraji. Získal 6 080 preferenčních hlasů, a stal se tak znovu poslancem.
Dne 26. června 2024 byl jakožto jediný kandidát zvolen novým místopředsedou Poslanecké sněmovny PČR. Nahradil tak stranickou kolegyni Kláru Dostálovou, která o dva dny dříve na stejnou funkci rezignovala, jelikož byla zvolena poslankyní Evropského parlamentu.
Ve volbách do Poslanecké sněmovny PČR v roce 2025 kandiduje na 2. místě kandidátky hnutí ANO v Moravskoslezském kraji.